# بيتر جورج بيترسون
بيتر جورج «بيت» بيترسون (بيتر بيتروبولوس) (ولد في 5 يونيو 1926) هو رجل أعمال أمريكي، وهو مصرفي استثماري ومحسن ومؤلف شغل منصب وزير التجارة الأمريكي من 29 فبراير 1972 إلى 1 فبراير 1973. عرف بتأسيسه وتمويله لمؤسسة بيتر G. بيترسون، التي أنشأها في عام 2008 بوقف قوامه مليار دولار. ويركز الفريق على زيادة الوعي العام بقضايا الاستدامة المالية في الولايات المتحدة المتعلقة بالعجز الفيدرالي وبرامج الاستحقاق والسياسات الضريبية. سمي عليه معهد بيترسون للاقتصاد الدولي اعترافا لعمله في عام 2006.
شغل بيترسون منصب رئيس مجلس الإدارة والرئيس التنفيذي لشركة بيل أند هاول، من عام 1963 إلى عام 1971. ثم شغل منصب رئيس مجلس الإدارة والرئيس التنفيذي لشركة ليمان براذرز. في عام 1985 شارك في تأسيس شركة الأسهم الخاصة، مجموعة بلاكستون، التي أصبحت عامة في عام 2007. كان بيترسون رئيسا لمجلس العلاقات الخارجية حتى تقاعد في عام 2007، وعين بعدها رئيسا فخريا. في عام 2008، وضع بيترسون في المرتبة 149 على قائمة فوربس عن أغنى 400 أميركي بثروة صافية قدرها 2.8 مليار دولار.
وقد وصف بيترسون بأنه الملياردير الأكثر تأثيرا في السياسة الأمريكية.
في 4 أغسطس 2010، أعلن بيترسون أنه وقع «تعهد عطاء». حيث كان أحد أربعين ملياردير، بقيادة بيل غيتس ووارن بافيت، وافقوا على إعطاء ما لا يقل عن نصف ثرواتهم للجمعيات الخيرية. وكان معظم عطائه لمؤسسته الخاصة.

## التعليم
تعلم في جامعة نورث وسترن في إلينوي.

## روابط خارجية
- بيتر جورج بيترسون على موقع IMDb (الإنجليزية)
- بيتر جورج بيترسون على موقع مونزينجر (الألمانية)
- بيتر جورج بيترسون على موقع إن إن دي بي (الإنجليزية)